# الشرطي الصغير
مجلة الشرطي الصغير هي مجلة إماراتية شهري تُعنى بالثقافة الأمنية للأولاد والبنات تصدرها شرطة الشارقة، من فرع العلاقات والتوجيه المعنوي. صدرت لأول مرة عام 1988م. وكانت مسؤولة التحريرآنذاك نجاة محمد علي، ومدير التحرير ندى نديم إبراهيم.حتى عام 2004، ثم تولّت إدارة التحرير الأديبة والكاتبة «ذكرى لعيبي» منذ عام 2008 حتى الوقت الحالي. عنوان المجلة: ص.ب: 219: الشارقة، هناك فهرس في باطن الغلاف.
تحوي المجلة مقدمة بعنوان مرحباً دون توقيع، عادةً ما تحوي قيماً تربوية. وليس لها رسوماً موقعةً من الرسامين، وبعض الرسوم مأخوذ من الإنترنت. تخلو المجلة تماماً من القصص الكرتونية وعدد صفحاتها 48 صفحة ملونة قطعها: 16×20,5 سم.
لا تعتمد المجلة على التسالي لكنها تنشر مساهمات الفنانين الصغار، خاصةً في مجال الرسم، وتنشر صوراً للقراء، وهناك مسابقة تمولها إدارة الدفاع المدني بالشارقة، تعتمد المجلة أيضاً على مساهمات القراء، وهناك باب الإطفال الصغار يعده الدفاع المدني بالشارقة، بالإضافة إلى قصص مستوحاة من وحي القرآن، شعار المجلة مكتوب على الغلاف وعلى الصفحة الثانية، والمجلة تعتمد على الإعلانات وهي لا تباع، وتأخذ المجلة وجهة نظر سياسية وطنية.

## الأبواب
يتغير تبويب المجلة بين فترة وأخرى لغرض التجديد والتشويق، وهناك أبواب توعوية واجتماعية ثابتة مثل:
- لنبقى آمنين
- إمارات الخير
- يوميات الشرطي الصغير
- موضوع العدد
- التسالي
- أطفال الشارقة
- فعاليات شرطية
- يدًا بيد

## الكُتَّاب
- ذكرى لعيبي
- أمل السويدي